# La suerte de Barry Lyndon

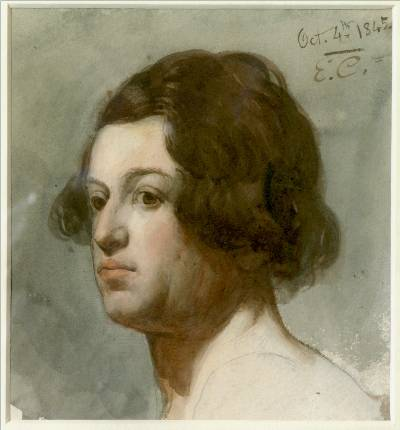
William Makepeace Thackeray en 1845, por Eyre Crowe (1824-1910).

La suerte de Barry Lyndon (originalmente The Luck of Barry Lyndon) es a la vez una autobiografía ficticia y una novela picaresca, histórica, satírica y de aventuras del escritor británico William Makepeace Thackeray (1811-1863). La obra se basa en gran medida en la vida de un personaje real, el aventurero irlandés Andrew Robinson Stoney. Se publicó en once episodios sucesivos del Fraser's Magazine, de enero a diciembre de 1844 (a excepción de octubre), y fueron reeditados en Nueva York en 1852 por D. Appleton & Co. y en Londres por Bradbury & Evans en 1856, esta vez bajo el título de The Memoirs of Barry Lyndon, Esq., By Himself (Las memorias de Barry Lyndon, por él mismo), título elegido por el editor y que a Thackeray no le gustaba especialmente.
En forma de memorias, es la historia del irlandés Redmond Barry, que tomó el nombre de Barry Lyndon después de su matrimonio con la condesa Lyndon. Sus aventuras se desarrollan en el corazón del siglo XVIII, el siglo favorito de Thackeray.
La historia cubre el período comprendido entre aproximadamente 1745 y 1814, año de la muerte del héroe. Aunque la vida de Barry se extiende al conjunto de la segunda mitad del siglo e incluso más allá, la historia se centra en los veinticinco años que van desde la salida de Barry de su Irlanda natal (1759-1760) hasta su ignominiosa caída dos años después de la muerte de su hijo (1785-1786). Sin embargo, las últimas décadas de su existencia, incluyendo los diecinueve años que pasó en Londres en la prisión Fleet, están tratados muy rápidamente, por carecer de interés narrativo.
El libro cuenta la historia de un bribón arrogante, es decir, de un sinvergüenza imbuido de sí mismo hasta la ingenuidad, carente de escrúpulos, engreído y jactancioso, dispuesto a todo, hasta la peor brutalidad, para lograr sus fines. A este personaje, convencido de buena fe de ser el mejor y más grande de los hombres, le confía el autor las claves de la narración, el punto de vista, los ojos, los oídos y la voz, presentando los acontecimientos y al protagonista tal como él los percibe. Sin embargo, valiéndose de él Thackeray posee el arte de ridiculizar a la sociedad y de dibujar, al mismo tiempo, una crítica a este personaje vacío; de este modo, Barry aparece a la vez como objeto y sujeto de la sátira.
A pesar de su villanía, Barry no tiene el temple de los malvados trágicos, como Ricardo III, Yago o Lady Macbeth, que pueblan el teatro de Shakespeare. Según Gordon N. Ray, es «un cretino moral» («a moral idiot») que vive según un código de honor pervertido y movido por una veneración ciega hacia el linaje, la riqueza y el rango, y Colby pone de relieve la paradoja que encarna, la de un hombre sin moral obsesionado con la manía de imponérsela a los demás.
Salvo por algunos compañeros del autor, el libro fue recibido con indiferencia e incluso con hostilidad por parte del público, que apenas lo entendió; Trollope parece haberlo defendido, cuando escribió que el autor «nunca había hecho algo tan notable como Barry Lyndon». A Thackeray no le gustaba especialmente, y se lo desaconsejó a su hija; no obstante, escribió alguna columna en el Fraser’s Magazine para explicar por escrito a sus detractores el verdadero sentido de su libro.
El éxito de Barry Lyndon, la adaptación cinematográfica de Stanley Kubrick estrenada en 1975, dio un renovado aunque desigual interés a la novela de Thackeray.

## El apellido
Barry es tanto un apellido como un nombre masculino, forma inglesa del irlandés «Bareth» (a su vez, abreviatura de «Fionnbharrth»), «Barra», «Barrath», «Barenth», «Barold», «Bearrach» o «Finbarr». La palabra, del celta irlandés «bearach», significa «spear» en inglés, ‘lanza’ en español. Este apellido le gustó a Thackeray durante su visita a Irlanda, aunque en esa época aún estaba lejos de escogerlo. En cuanto a «Redmond», es un nombre corriente que se refiere al cabello pelirrojo. Sin embargo, «Barryogue», utilizado a veces por Redmond de manera grandilocuente, evoca su calidad de rogue (bribón, pícaro, tunante).
En cuanto a «Lyndon» (o «Lindon»), el nombre deriva del flamenco «Linden», que significa ‘lugar donde crecen los tilos’ y, por extensión, el propio árbol y su flor. También existe en alemán con el mismo significado; véase Unter den Linden, la famosa avenida de Berlín.

## Resumen

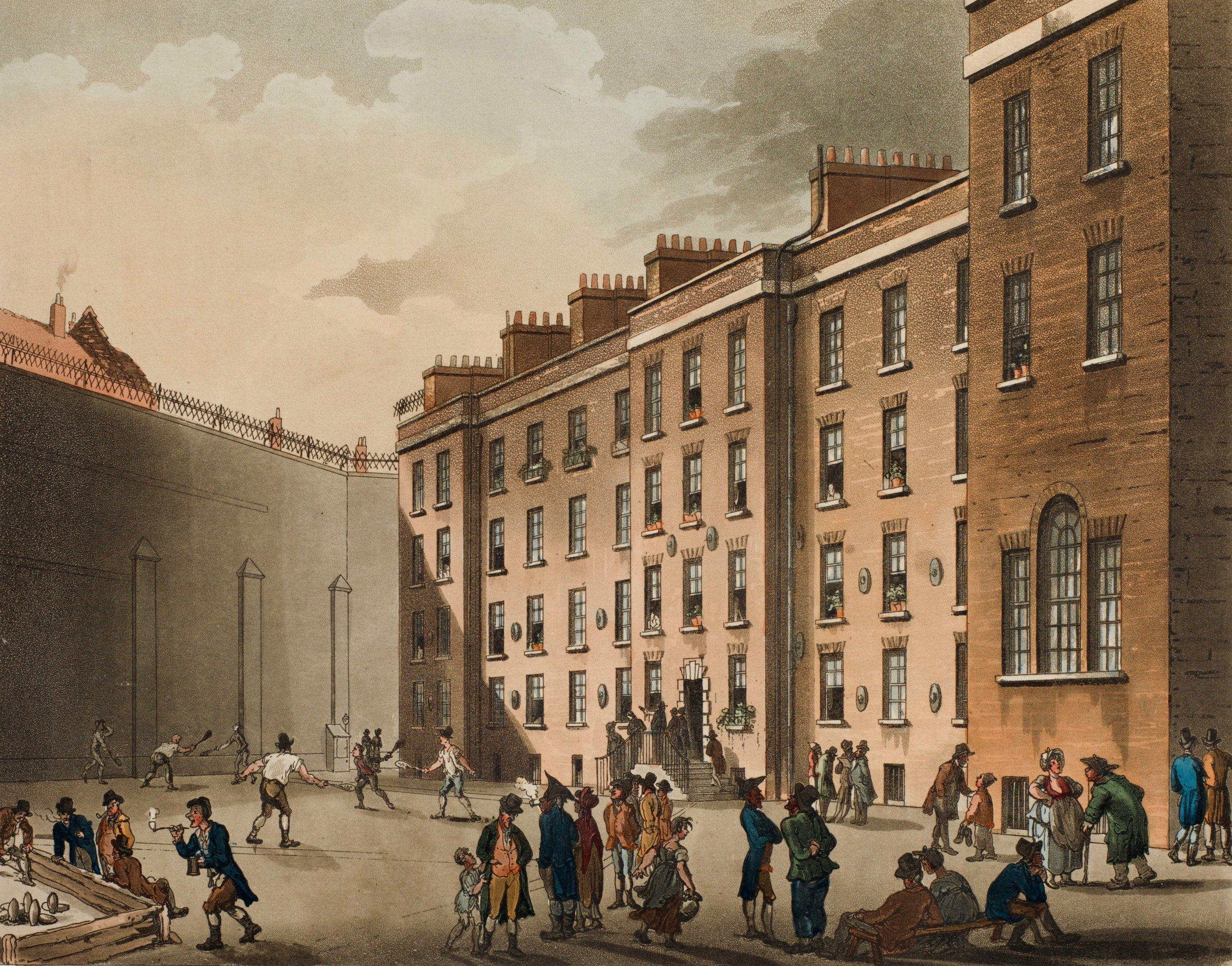
Presos jugando al «raquet» en la prisión Fleet, dibujo de Auguste Charles Pugin y Thomas Rowlandson (1808).

Redmond Barry huye de su Irlanda natal después de un duelo, con la errónea convicción de que ha matado a su oponente, y se enrola en el ejército inglés en la Guerra de los Siete Años (1756-1763). Luego es capturado por las tropas prusianas, que lo acusan de espiar para el Caballero de Bali-Bari (alias Ballybarry, Bally-Barry o Balibari).
Cuando Bali-Bari resulta no ser otro que su tío Cornelius Barry, los dos compinches se dedican a ejercer como timadores profesionales en los juegos de cartas. Barry tiene éxito en el juego y se convierte en el hombre de moda. Después de un largo asedio, parodia de cortejo nupcial, se casa con una viuda rica bastante tonta, la condesa de Lyndon, cuyo apellido adopta. Dilapida su fortuna, la maltrata a ella y a su hijo, y solo muestra afecto hacia su propia madre y su propio hijo, Bryan, al que malcría hasta que el niño muere en un accidente de equitación. Por último, la condesa, con la ayuda de su hijo Lord Bullingdon, ya adulto y habiendo escapado de la brutalidad de su padrastro, se libera de su dominio y recupera su libertad. Barry se ve obligado a exiliarse en el extranjero, donde recibe de su esposa una pensión de 300 libras (lo que, en aquella época, era una buena suma). Sin embargo, superado por sus deudas y en realidad pillado en una trampa tendida por su mujer, es detenido y pasa el resto de sus días en la prisión Fleet, en Londres, donde, privado de su asignación anual por el fallecimiento de Lady Lyndon y más tarde de Lord Bullingdon, alcohólico y prematuramente senil, siempre cuidado por su anciana y devota madre, llega a la más completa decadencia. Un breve epílogo menciona su muerte y cierra algunas de las tramas de la acción desperdigadas y los personajes dejados en suspenso, especialmente el marqués de Tiptoff y su familia, herederos de los bienes de Lady Lyndon.

## Génesis deBarry Lyndon
Barry Lyndon tiene un origen complejo donde confluyen diversas influencias, antecedentes literarios y preocupaciones personales del autor.

### Redacción y publicación

#### Una redacción difícil
Thackeray comenzó la redacción en París en octubre de 1843, bajo el título de The Luck of Barry Lyndon: A Romance of the Last Century. By Fitz-Boodle, y Fraser’s publicó las entregas a partir de enero del año siguiente. A lo largo de las publicaciones mensuales, Thackeray logró mantenerse por delante un capítulo o dos, pero en octubre de 1844 el manuscrito prometido no estuvo listo a tiempo y el redactor jefe Nickisson publicó otro texto en su lugar. El autor se quejó de lo duro de su tarea, que requería «muchas más lecturas de lo que pensaba» y que trataba de un tema «antipático». El 14 de agosto de 1844 escribió que se había convertido en «una pesadilla». El 3 de noviembre de 1844 puso el punto final, señalando: «Terminado Barry anoche después de mucha agonía». La última parte fue escrita durante un viaje a Egipto, y el capítulo final en Malta en octubre de 1844, en el viaje de vuelta, mientras el barco se encontraba en cuarentena en el puerto de La Valeta.
El título original de la publicación de 1844 contiene la palabra «luck», que en este contexto no significa «suerte», sino «éxito mundano». La elección de esta palabra indica que ese éxito resulta de la riqueza y la importancia social conferida por el matrimonio con la viuda más rica del reino. Según la terminología propia de Barry, la alternancia entre «luck» e «ill-luck» («suerte» y «mala suerte») marcan las fluctuaciones de su fortuna.
La primera edición de 1844 incluye dos partes muy asimétricas. Dieciséis capítulos están dedicados realmente al ascenso social de Barry y solamente tres (publicados en septiembre, noviembre y diciembre de 1844), a su decadencia y caída. Esta disparidad no se explica por necesidades de la narración, sino más probablemente por el cansancio del autor, quien sabía que su novela era poco apreciada por los lectores del Fraser’s Magazine, que se quejaban de «la inmoralidad de la historia", aunque a la postre Thackeray se vio obligado a añadir párrafos, digresiones y explicaciones para justificar su actitud irónica y aclarar su intención.

#### Segunda publicación en Inglaterra
Casi todas estas adiciones fueron abandonadas en 1856 cuando Barry Lyndon se publicó de nuevo, junto con varias otras historias, en un libro llamado Miscellanies. La novela se convirtió en The Memoirs of Barry Lyndon, Esq., By Himself (Las memorias de Barry Lyndon, por él mismo), iniciativa de la editorial seguida de un sinfín de declaraciones pomposas destacando el grandioso destino del pícaro. Esta versión contiene algunas modificaciones. Los dos primeros capítulos se combinaron en uno solo; en la segunda parte, el comienzo del capítulo XVII fue eliminado; se eliminó también un largo pasaje de la conclusión que trata de la justicia inmanente. Esta justicia, escribe de hecho Thackeray (comentario suprimido en 1856), «está ausente de este mundo, los maleantes siguen siendo ricos mientras la buena gente sigue siendo pobre». Y va más allá, un poco después: «¡La justicia, por todos los dioses! ¿De este modo muestra justicia la vida humana? ¿Acaso van los buenos en carroza de oro y los malos al hospicio? ¿Acaso no se prefiere el charlatán al que es capaz? ¿Se recompensa el mérito o adoramos la palabrería? ¿Acaso no nos apresuramos a escuchar a un burro rebuznar desde su púlpito?». En resumen, según interpreta Dodds el pensamiento de Thackeray, esa es «la forma en que el mundo gira, una ilusión de novelista». Además, algunas de las digresiones escritas en tercera persona, intrusiones del autor, de hecho, se incorporaron, pero en primera persona, es decir, puestas esta vez en boca de Barry. Por último, fue abandonado el seudónimo «Fitz-Boodle», de modo que Miscellanies completo está firmado por William Makepeace Thackeray. En 1856, de hecho, doce años después de la aparición de la primera versión, Thackeray se hizo famoso y ya no necesitaba esconderse. Por lo tanto, ese familiar «G.S. Fitz-Boodle» desapareció del Fraser’s Magazine.

#### «Un libro difícil de amar, pero admirable» (Anne Thackeray Ritchie)
Si bien cuando fue publicado en fascículos el libro fue juzgado con bastante severidad, cuando apareció en tomos su repercusión cambió a menudo de tono. A partir de 1856 Thackeray fue reconocido como uno de los maestros de la novela en la literatura inglesa y sus obras fueron más apreciadas. El influyente Saturday Review, que acababa de fundar A. J. B. Beresford Hope en 1855, consideró Barry Lyndon como «la más característica y más conseguida de las obras de Thackeray». Varios colegas del autor hicieron hincapié en la proeza que representaba esta novela, en particular Trollope, quien proclamó que «si Dickens revela temprano en la vida lo mejor de su poder creador, Thackeray da muestras, por su parte, de un intelecto superior. Nunca la fuerza de su talento ha llegado tan alto como en Barry Lyndon, y no conozco a nadie entre los narradores cuyas facultades intelectuales pueda superar esta empresa prodigiosa». En cuanto al estadounidense William Dean Howells (1837-1920), que leyó la novela en 1852, escribe que se trata «de la más perfecta creación […] un fabuloso logro de pura ironía». Por último, Anne Thackeray Ritchie, hija del novelista, después de relatar la anécdota donde su padre le desaconseja el libro, escribe: «Es ciertamente un libro difícil de amar, pero admirable por su potencia y su arte consumado».

### Origen del libro

#### La idea

##### Andrew Robinson Stoney-Bowes

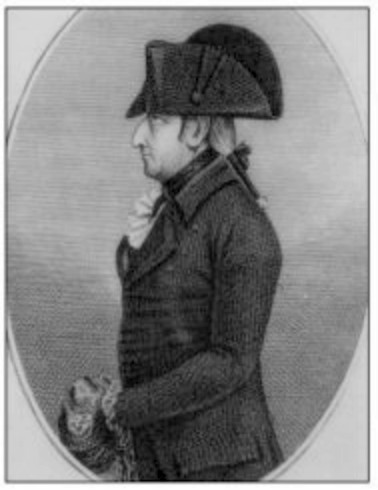
Andrew Robinson Stoney-Bowes (1747-1810), modelo para el personaje de Barry Lyndon.

Thackeray tuvo la idea de la novela durante una visita realizada en compañía del coleccionista de arte John Bowes, a quien conocía desde la escuela, a Streatlam Castle entre junio y julio de 1841. Escribió a Fraser (del Fraser’s Magazine): «Durante mi periplo por las provincias, he encontrado material (un personaje, más bien) para una historia; tengo la certeza de que hay materia de entretenimiento […] para mi historia de BARRY LYNN (o cualquier otro nombre que queramos darle) […]». De hecho, esos documentos proceden de la familia de Strathmore, de la que John Bowes era descendiente ilegítimo, y fueron recopilados en un opúsculo realizado por Jesse Foot bajo el título Lives of Andrew Robinson Stoney-Bowes and the Countess of Strathmore (Vidas de Andrew Robinson Stoney-Bowes y la condesa de Strathmore), publicado en Londres en 1812. Bowes poseía una copia comentada, sin duda conocida por Thackeray, y el personaje de Andrew Robinson Bowes le fascinó desde el principio.

##### El Robin Hood irlandés
Según otros puntos de vista, una fuente de inspiración para su personaje sería el capitán James Freney, el «Robin Hood irlandés», cuyas aventuras leyó en un hostal de Galway en 1841, al que hace aparecer en la novela colocándolo en el camino de Barry en Irlanda poco después de la partida del héroe hacia el gran mundo y que vuelve a mencionar brevemente en el capítulo IV, donde Barry sabe de sus hazañas de boca de la señora Fitzsimmons. Sin embargo, mientras que Freney, en palabras de Thackeray, «rechaza sus hazañas con gran modestia», Barry alardea «en voz alta de sus actos miserables». Según otra hipótesis, el modelo incluye a los irlandeses en general, descritos en su Irish Sketch Book de 1843 como «ese pueblo brillante, audaz, batallador, exuberante y bebedor de whisky».

##### Un esnobismo a la irlandesa
De hecho, Barry Lyndon contiene varios episodios ya utilizados en ese Irish Sketch Book, por ejemplo, la llegada de Barry a Dublín, donde es recibido con mucho fervor y adulación. En su diario de viajes, Thackeray señala: «Hay candor en la forma en que esta buena gente considera a sus eclesiásticos y respetan todos los títulos, ya sean reales o adulterados […] ¿Tienen los irlandeses tantas razones para respetar a sus aristócratas que deben seguir la crónica de todos sus movimientos, y no solo admirar a sus auténticos nobles, sino inventarse otros para admirarlos también?».

##### Una novela cosmopolita
Por último, a medida que escribía, Thackeray viajaba constantemente, y de ahí, según algunos críticos, el aspecto cosmopolita de la novela, con episodios significativos situados en Francia o Alemania, y también algunos detalles que reflejan el recorrido del autor por el Oriente Medio, como, por ejemplo, la estancia de Barry en Ludwigslust, donde va acompañado por un «negro» llamado Zamor, se viste a la turca y se aloja en un palacio «acondicionado a la manera oriental y suntuoso hasta el extremo».

##### El rakehell tirano

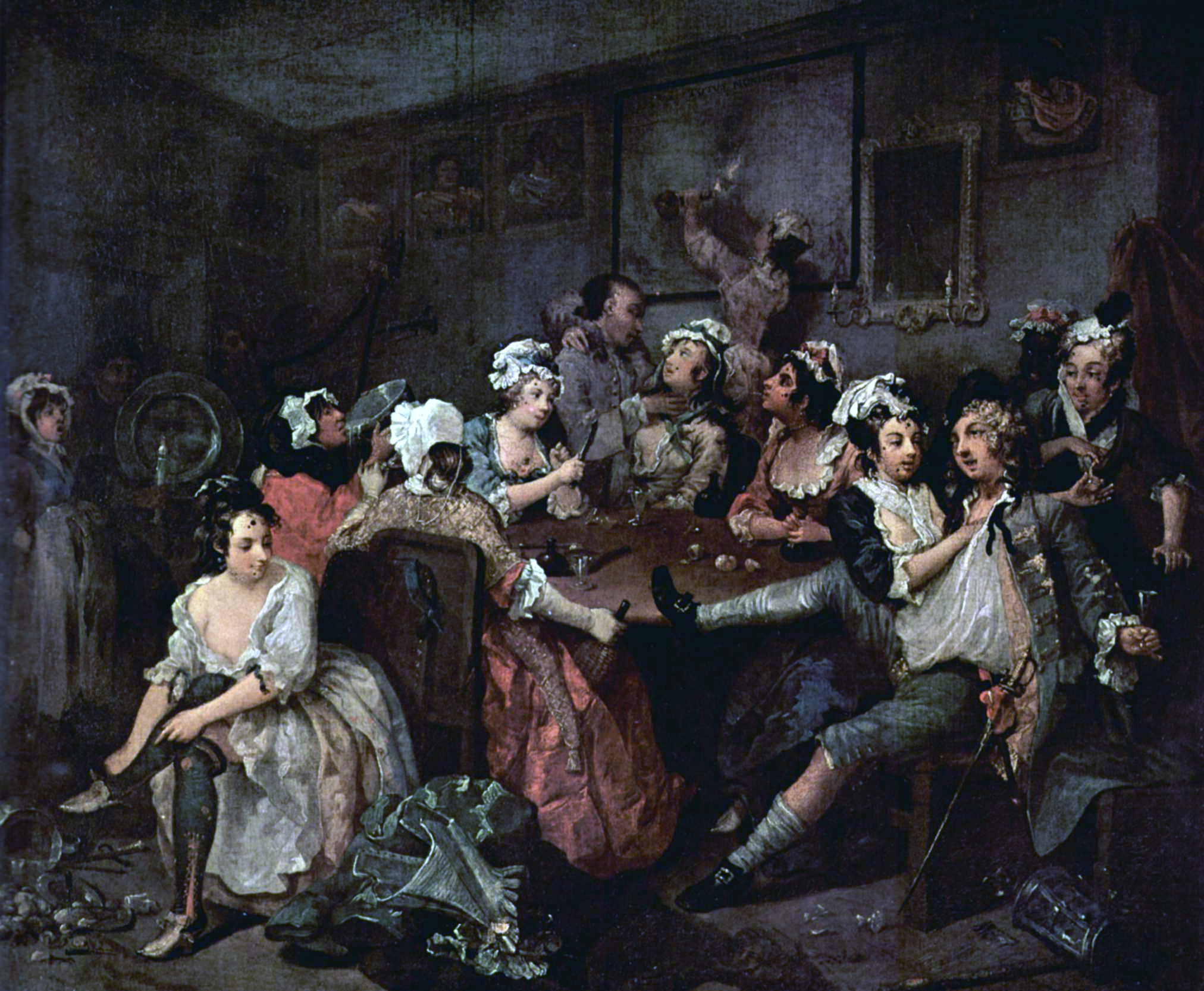
La orgía, de la serie A Rake's Progress, de William Hogarth (1734-1735).

##### El dandi George Brummell

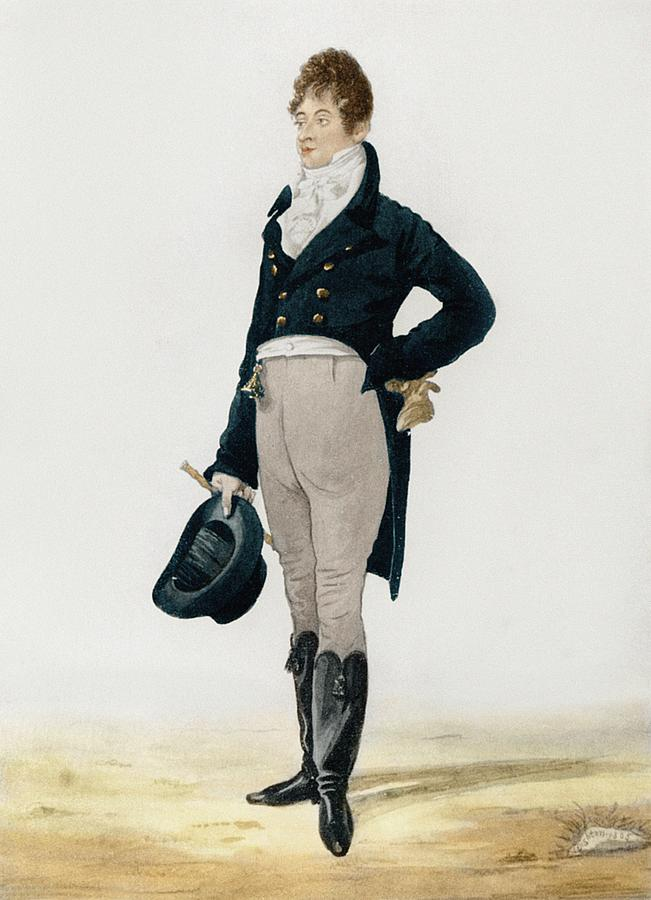
Caricatura de Beau Brummell (1805), por Denis Dighton (1791-1827).

##### Sin sentimentalismo...

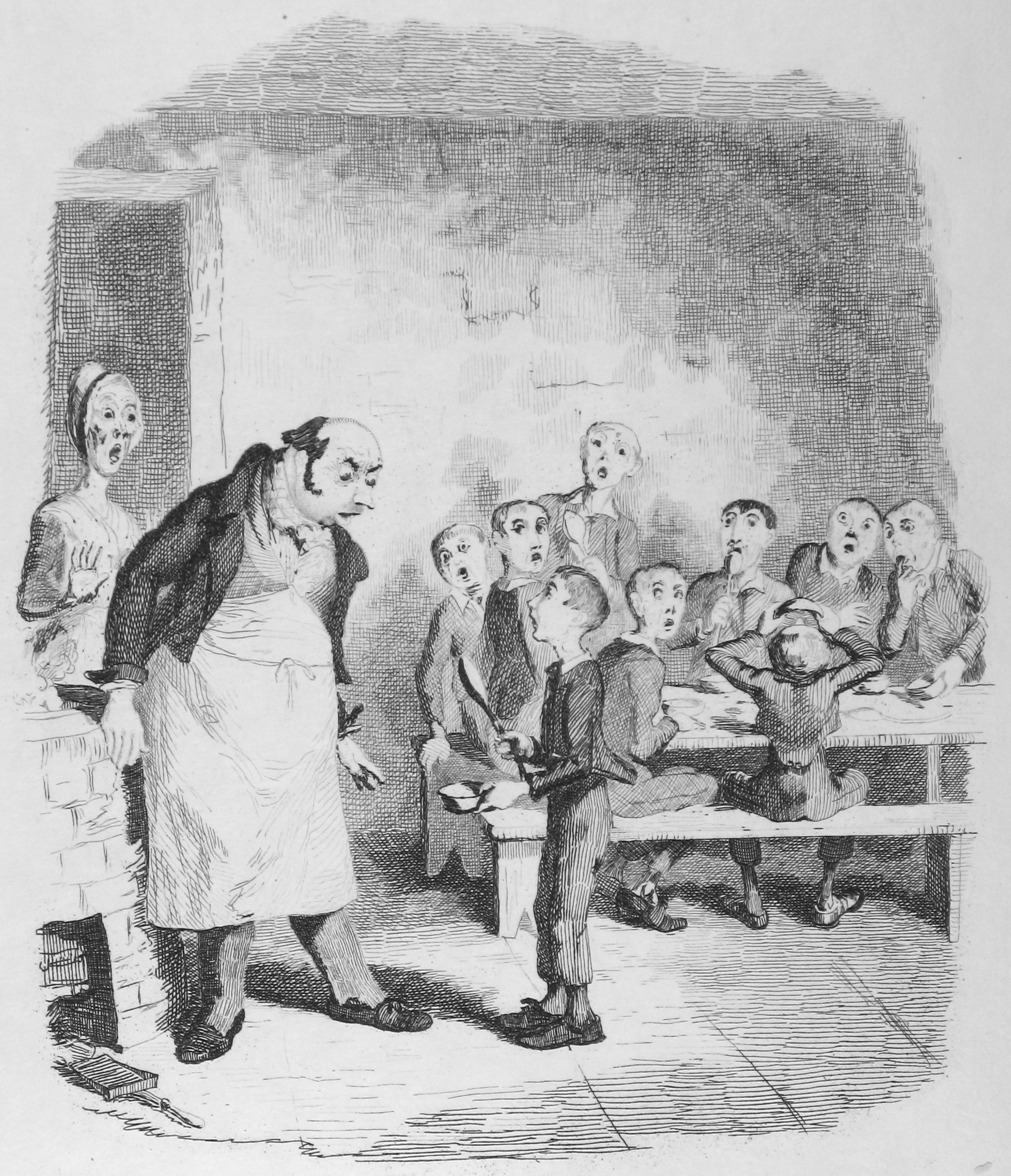
La escena de las gachas. «Please, sir, I want some more». «Por favor, señor, quiero un poco más». Oliver Asking for More. Ilustración de The Adventures of Oliver Twist; or, The Parish Boy's Progress. George Cruikshank, 1792-1878.

## Estructura de la novela

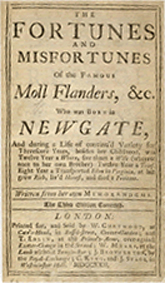
Portada del libro 'Fortunas y adversidades de la famosa Moll Flanders' o simplemente 'Moll Flanders', escrita por Daniel Defoe.

##### Dos relaciones triangulares

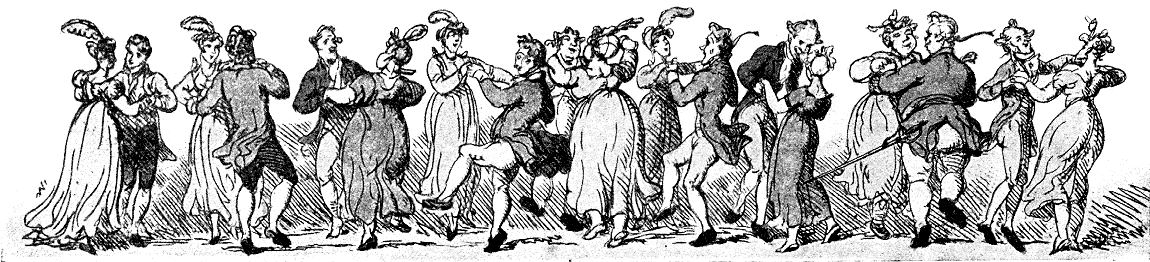
El baile a finales del, por Thomas Rowlandson.